# The Turtles (band)
The Turtles was een popgroep uit Los Angeles (Californië) in de jaren 60 van de 20e eeuw. Ze zijn het bekendst van hun single Happy Together. Nadat de band stopte, in de jaren 70, gingen de twee hoofdbandleden, Howard Kaylan en Mark Volman, door als Flo and Eddie en zongen nog samen met Frank Zappa.

## Ontstaan van de band
In 1963 spelen Howard Kaylan, Al Nichol, Chuck Portz en Don Murray in de Surfband The Nightriders uit Los Angeles. Vanaf het moment dat Mark Volman zich bij de band aansluit, noemen ze zich The Crossfires en  brengen onder deze naam twee singles Fiberglass Jungle en One Potato, Two Potato uit. Het laatste plaatje wordt alleen lokaal een bescheiden hit. Later sluit ook Jim Tucker zich bij de band aan.

## Doorbraak
In 1965 hoort de diskjockey Reb Foster ze spelen en is zo verrukt dat hij op slag hun manager wordt, en een platencontract bij White Whale Records regelt. De Crossfires heten nu The Tyrtles (als ode aan de Byrds), wat echter snel weer The Turtles wordt. In het begin van hun carrière spelen ze alleen nummers van bekende artiesten, zoals Bob Dylan of P.F. Sloan. De speelstijl heeft erg veel weg van de Byrds.
Met de Dylan-Cover It Ain't Me Babe hebben ze voor het eerst een Top 10 hit in de zomer van 1965. Op hun gelijknamige debuutalbum staan nog twee nummers van Dylan. Het nummer Let Me Be komt in de herfst in de Top 30 te staan. You Baby uit begin 1966 haalt de Top 20.
Van het tweede album You Baby (1966) worden verschillende singles uitgebracht waarvan, er twee (Grim Reaper of Love en Can I Get to Know You Better) in de top 100 terechtkomen. In het begin van 1967 verlaten Murray en Portz de band, naar eigen zeggen vanwege een zwaar tourschema en het uitblijven van verder commercieel succes, ze worden vervangen door respectievelijk John Barbata en Chip Douglas.

### Happy Together
Nadat ze het nummer acht maanden lang live hebben gespeeld, besluiten The Turtles het bij de fans populaire Happy Together, geschreven door Garry Bonner en Alan Gordon, op te nemen in de studio. Hun lijflied en grootste succes, zou later blijken. Het stoot The Beatles (met hun single Penny Lane) van de nummer 1-positie en staat daarna zelf drie weken op de hoogste notering in de Amerikaanse hitlijsten van 1967. Het album met dezelfde naam wordt uitgebracht in april en komt tot nummer 25 in de hitlijst.
Onder de indruk van het werk dat Douglas voor de band heeft verricht, vraagt Monkee Michael Nesmith hem na een Turtles-show om de nieuwe producer van The Monkees te worden. Douglas accepteert het aanbod, en verlaat The Turtles, hij wordt vervangen door bassist/zanger Jim Pons.
1967 wordt het meest succesvolle jaar voor The Turtles, met nog een nummer wederom geschreven door het duo Bonner en Gordon, She'd Rather Be With Me, wat in de lente nummer 3 bereikt in de US hitlijsten. Met de verdere top-15 singles, You Know What I Mean, en She's My Girl, geven The Turtles aan een nieuwe psychedelische muzikale koers te gaan varen; hun muziekgenre wordt ook wel geschaard onder de sunshine pop. Het verzamelalbum Golden Hits wordt later in dat jaar uitgebracht en behaalt de top 10.

### Nieuwe albums
1968 is een redelijk succesvol jaar: De volgende twee singles, Sound Asleep en The Story of Rock and Roll komen tot het midden van de top 100, maar worden minder goed ontvangen. Na een jaar, twee albums, en diverse hitsingles met de Monkees, komt Chip Douglas terug naar The Turtles als hun producer. Later in dat jaar, wordt door The Turtles het conceptalbum genaamd The Turtles Present the Battle of the Bands, waarin de groep in elk nummer doet alsof ze een andere band zijn (met namen als The Bigg Brothers, Nature's Children, The US Teens featuring Raoul, en The Fabulous Dawgs) en elk nummer ook nog in een ander genre. "Elenore" en You Showed Me zijn de singles van het album, en behalen beiden de Top 10. Elenore is misschien wel de enige Top 10 single met de tekst et cetera, en is daarom een ironisch gebaar naar de platenmaatschappij White Whale die meer nummers eist zoals Happy Together.

## Turtle Soup
De platenmaatschappij probeert Kaylan & Volman ervan te overtuigen de rest van de band te ontslaan, en om te gaan toeren / opnames te maken met gehuurd personeel. Wat echter pertinent geweigerd wordt.
Dit resulteert in Turtle Soup, een door de critici goed ontvangen album dat door Ray Davies van The Kinks - zijn enige productiewerk voor een andere band in zijn gehele carrière - geïnspireerd op The Kinks' Village Green Preservation Society. Kaylan & Volman staan erop dat alle bandleden aan de nummers meeschrijven, alsook deelnemen aan de zangpartijen. Ondanks de goede ontvangst door de muziekcritici blijft het commerciële succes van Turtle Soup uit, wat ertoe leidt dat de band uiteen valt.
In 1970, brengen The Turtles More Golden Hits uit, met de singles Sound Asleep en The Story of Rock and Roll, en in 1971, een album met B-kantjes en rariteiten, Wooden Head, hun laatste. Met de ondergang van The Turtles, blijft er voor de White Whale Records platenmaatschappij weinig over en ook zij sluiten al gauw hun deuren.

## Post Turtles tijdperk
Kaylan & Volman (vergezeld door Pons) sluiten zich aan bij de Mothers of Invention genaamd The Phlorescent Leech & Eddie, het gebruik van de naam The Turtles (en zelfs hun eigen naam op aanplakbiljetten) is verboden vanwege hun contract met de  White Whale platenmaatschappij. Flo & Eddie, zoals de twee al snel bekendstaan, nemen albums op met de Mothers, en brengen later een serie eigen platen uit. Ze nemen de soundtracks op voor verscheidene kinderprogramma's zoals de Care Bears en Strawberry Shortcake, en hebben hun eigen radio show op KROQ in Los Angeles en WXRK in New York.

### Rechtmatige eigenaar
Als White Whale de master recordings van The Turtles verkoopt op de veiling, zorgen Kaylan & Volman ervoor de hoogste bieders te zijn; zodat ze eigenaar worden van hun eigen opgenomen materiaal. In 1984 krijgen ze via de rechter opnieuw zeggenschap over de merknaam The Turtles, en beginnen een tour als: The Turtles... Featuring Flo and Eddie. Ze proberen geen reünie met hun oude bandleden, maar spelen in plaats daarvan met diverse sessiemuzikanten. In 1984, komt een nieuw  20 Greatest Hits album uit, gevolgd in 1988 door een tweede, Turtle Wax: The Best of The Turtles, Vol.2, hier staan de beste nummers van hun "album tracks" en single B-kantjes op.
Op het debuutalbum van Hiphop duo De La Soul staat een stukje van the Turtles (het intro van You Showed Me), in het nummer Transmitting Live from Mars. Voor deze sample wordt echter niet betaald en Kaylan & Volman stappen naar de rechter, winnen het proces , waarmee ze ervoor zorgen dat de muziekindustrie zorgvuldiger moet omgaan met royalty's waardoor deze dus ook vaker worden vermeld en zodoende dus ook uitbetaald: een mijlpaal in de muziekindustrie. Hun eigen uitleg: "We hebben geen hekel aan samples; integendeel. Als we niet worden betaald, stappen we naar de rechter en alles komt dan terug bij ons (royalty's) én een deel van de te betalen boete!”

## Discografie
Albums op White Whale Records:
- It Ain't Me Babe (1965)
- You Baby (1966)
- Happy Together (1967)
- Golden Hits Volume I (1967)
- Battle of the Bands (1968)
- Turtle Soup (1969)
- Golden Hits Volume II (1970)
- Wooden Head (1970)
- Happy Together Again! Greatest Hits (1974) Deluxe two record set (USA)

Singles:
- It Ain't Me Babe (1965)
- Let Me Be (1965)
- You Baby (1965)
- It Was a Very Good Year (1965; alleen in Canada verschenen)
- Grim Reaper of Love (1966)
- Outside Chance (1966)
- Making My Mind Up (1966)
- Can I Get to Know You Better (1966)
- Happy Together (1966)
- She'd Rather Be With Me (1967)
- Guide for the Married Man (1967)
- You Know What I Mean (1967)
- She's My Girl (1967)
- Sound Asleep (1968)
- The Story of Rock and Roll (1968)
- Elenore (1968)
- You Showed Me (1969)
- House on the Hill (1969)
- You Don't Have to Walk in the Rain (1969)
- Love in the City (1969)
- Lady-O (1969)
- Who Would Ever Think That I Would Marry Margaret (1969)
- Is It Any Wonder (1970)
- Eve of Destruction (1970)
- Me About You (1970)

### NPO Radio 2 Top 2000
| Nummer met noteringen in de NPO Radio 2 Top 2000 | '99  | '00  | '01  | '02  | '03  | '04  | '05  | '06  | '07  | '08  | '09  | '10  | '11-'12 | '13  |
| ------------------------------------------------ | ---- | ---- | ---- | ---- | ---- | ---- | ---- | ---- | ---- | ---- | ---- | ---- | ------- | ---- |
| Happy Together                                   | 1017 | 1376 | 1507 | 1566 | 1192 | 1289 | 1387 | 1416 | 1619 | 1405 | 1685 | 1808 | -       | 1891 |

1. ↑  Een '-' betekent dat het nummer niet was genoteerd en een vetgedrukt getal geeft de hoogste notering aan.
2. ↑  Deze tabel is bijgewerkt tot en met de laatste editie (2024).

## Trivia
- Het tijdloze Happy Together zit in films zoals Making Mr. Right (1986), Adaptation. (2002), en ook in Freaky Friday uit (2003). Het blijft een commercieel handelsmerk en zit als zodanig dan ook in diverse reclamefilmpjes voor Florida Orange Juice, Marshall Fields, Red Lobster, en SunCom Wireless er is ook een Heineken filmpje. In 2018 gebruikte supermarkt Albert Heijn het nummer voor de kerstreclame, die in tegenstelling tot voorgaande jaren gericht was op de gehele maand December als feestmaand.
- In 1992 is er in New York een 'reünie' van de Turtles... alleen Kaylan & Volman zijn dan nog over.